# Păuca
Păuca là một xã thuộc hạt Sibiu, România. Dân số thời điểm năm 2002 là 2238 người.